# Zuienkerke
Zuienkerke (fr. Zuyenkerque) – miejscowość i gmina w Belgii, w Regionie Flamandzkim, w prowincji Flandria Zachodnia, w okręgu Brugia. 1 stycznia 2024 liczyła 2676 mieszkańców.

## Podział administracyjny
W skład gminy wchodzą trzy dzielnice (deelgemeente):
- Houtave
- Meetkerke
- Nieuwmunster